# خانه‌های بریم شماره ۲۳۳
خانه‌های بریم شماره ۲۳۳ مربوط به دوره پهلوی دوم است و در آبادان، منطقه مسکونی بریم، پلاک ۲۳۳ واقع شده و این اثر در تاریخ ۱۲ شهریور ۱۳۸۶ با شمارهٔ ثبت ۱۹۴۷۳ به‌عنوان یکی از آثار ملی ایران به ثبت رسیده است.